# Deneisha Blackwood
Deneisha Selena Blackwood (* 7. März 1997 in Kingston) ist eine jamaikanische Fußballspielerin.

## Karriere

### Vereine
In ihrer College-Zeit war sie in den USA von 2015 bis 2016 bei den Navarro Bulldogs aktiv. Im Jahr 2017 wechselte sie dann zu den West Florida Argonauts und spielte hier bis 2018. Bereits im selben Jahr hatte sie für Florida Krush in der WPSL schon drei Einsätze.
Im Jahr 2019 unterschrieb sie in Tschechien einen Vertrag beim Erstligisten Slavia Prag. Dort gewann sie mit dem Klub die Meisterschaft und kam auch in der Champions League zum Einsatz. Im September 2020 unterschrieb sie zurück in den USA einen Kurzvertrag bei Orlando Pride, um Lücken im Kader der arg durch Ausfälle aufgrund von COVID-19-Infektionen geschwächten Mannschaft zu füllen. In der pandemiebedingt als Turnier ausgetragenen Fall Series der Saison 2020 kam sie dann zu vier Einsätzen.
Nach dem Ende ihres Vertrags blieb sie der Liga erhalten und unterschrieb im Januar 2021 bei Houston Dash. Am Ende der Saison lief ihr Vertrag auch hier wieder aus, insgesamt kam sie lediglich zu einem Kurzeinsatz. Seit der Saison 2022/23 steht sie nun in Frankreich bei GPSO 92 Issy unter Vertrag.

### Nationalmannschaft
Zumindest im Jahr 2011 war sie für die jamaikanische U17 aktiv. Dort nahm sie mit ihrer Mannschaft an der CONCACAF-Meisterschaft des Jahres teil. Insgesamt hatte sie fünf Einsätze für die Mannschaft.
Ihr erstes bekanntes Spiel für die A-Nationalmannschaft bestritt sie am 19. Juli 2018 bei einer 1:2-Niederlage gegen Venezuela bei den Zentralamerika- und Karibikspielen 2018. Anschließend war sie auch in der Qualifikation für den Gold Cup 2018 dabei und spielte mit ihrer Mannschaft nach erfolgreichem Abschluss bei der Endrunde. Nach weiteren Freundschaftsspielen im Folgejahr war sie auch bei der Weltmeisterschaft 2019 dabei und hier als Stammspielerin in allen drei Partien des Teams konstant auf dem Platz. Am Ende dieses Jahres folgte dann noch die Teilnahme an den Panamerikanischen Spielen 2019.
Die Spiele in der Qualifikation für das Olympiaturnier 2020 waren dann in diesem Jahr ihre einzigen Einsätze für die Mannschaft. Nach zwei Freundschaftsspielen im Jahr 2021 war das nächste Turnier die W Championship 2022. Am Ende gelang es ihrer Mannschaft hier sich auf dem dritten Platz zu positionieren. Sie selbst kam bei vier Partien zum Einsatz.
Am 23. Juni 2023 wurde sie für den finalen Kader bei der Weltmeisterschaft 2023 nominiert.